# 남아메리카다람쥐원숭이
남아메리카다람쥐원숭이 또는 기아나다람쥐원숭이, 커먼다람쥐원숭이(Saimiri sciureus)는 작은 신세계 영장류의 일종이다. 남아메리카의 열대 지역에서 발견된다.

## 분포 및 서식지
브라질과 콜롬비아, 에콰도르, 프랑스령 기아나, 가이아나, 페루, 수리남, 베네수엘라를 포함한 아마존 분지에서 주로 발견되며, 작은 개체군이 플로리다주와 다수의 카리브 제도에 도입종으로 서식한다.

## 아종
4종의 아종이 있다.
- 기아나다람쥐원숭이 또는 커먼다람쥐원숭이 (Saimiri sciureus sciureus)
- 콜롬비아다람쥐원숭이 (Saimiri sciureus albigena)
- 험볼트다람쥐원숭이 (Saimiri sciureus cassiquiarensis)
- 에콰도르다람쥐원숭이 (Saimiri sciureus macrodon)

남아메리카다람쥐원숭이는 애완용과 의학 연구용으로 사용된다.

## 갤러리

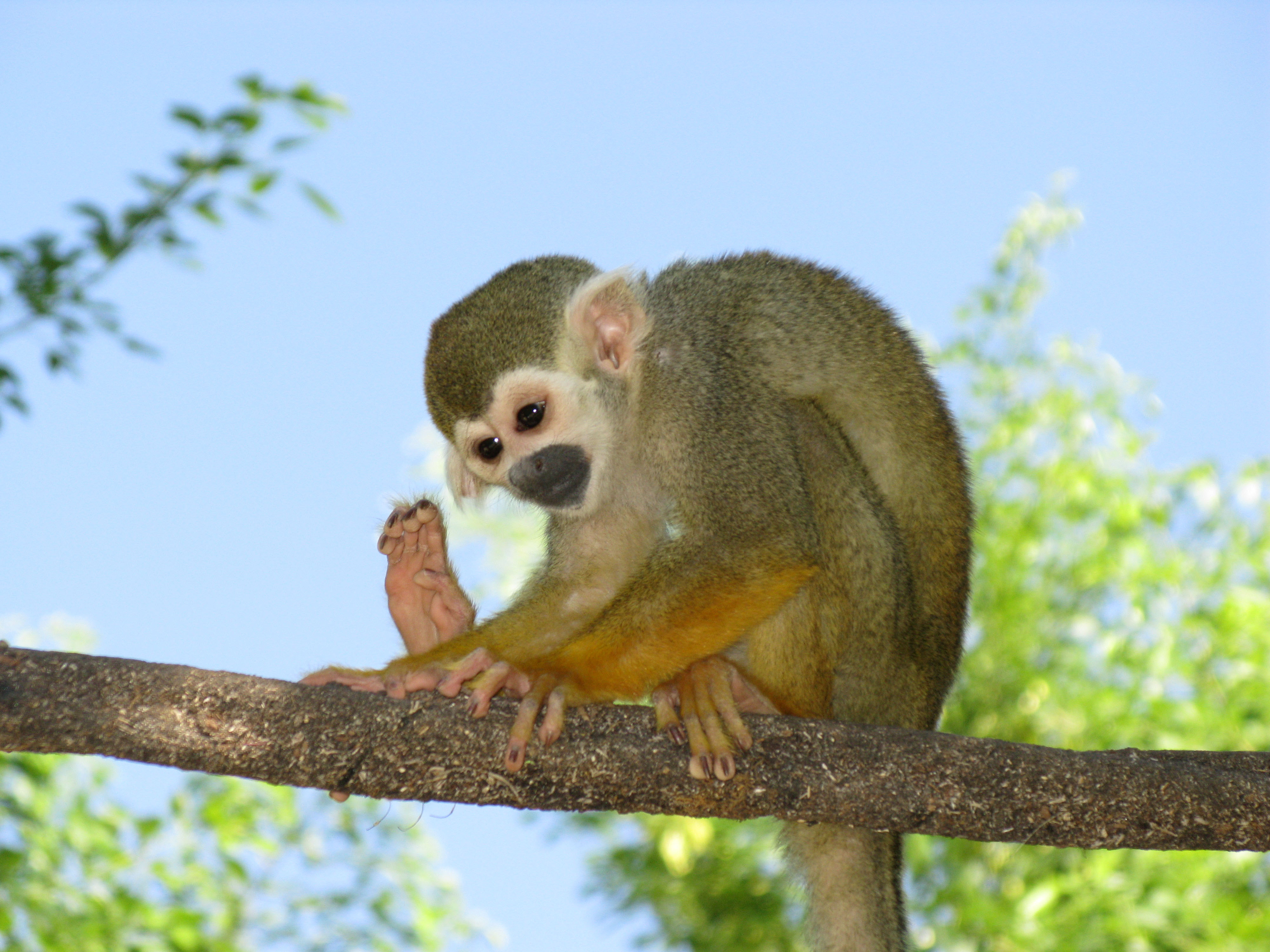
피닉스 동물원.
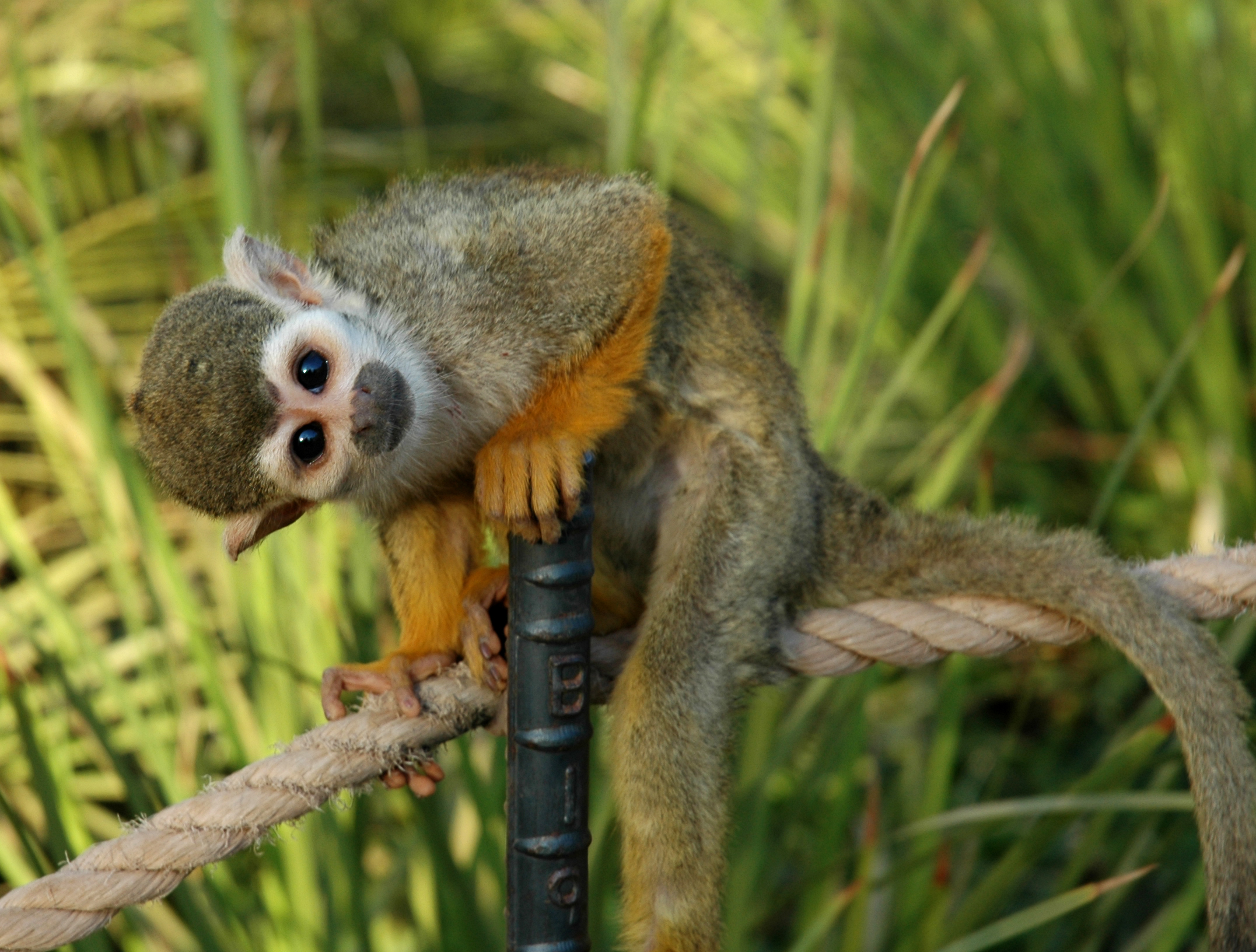
피닉스 동물원.
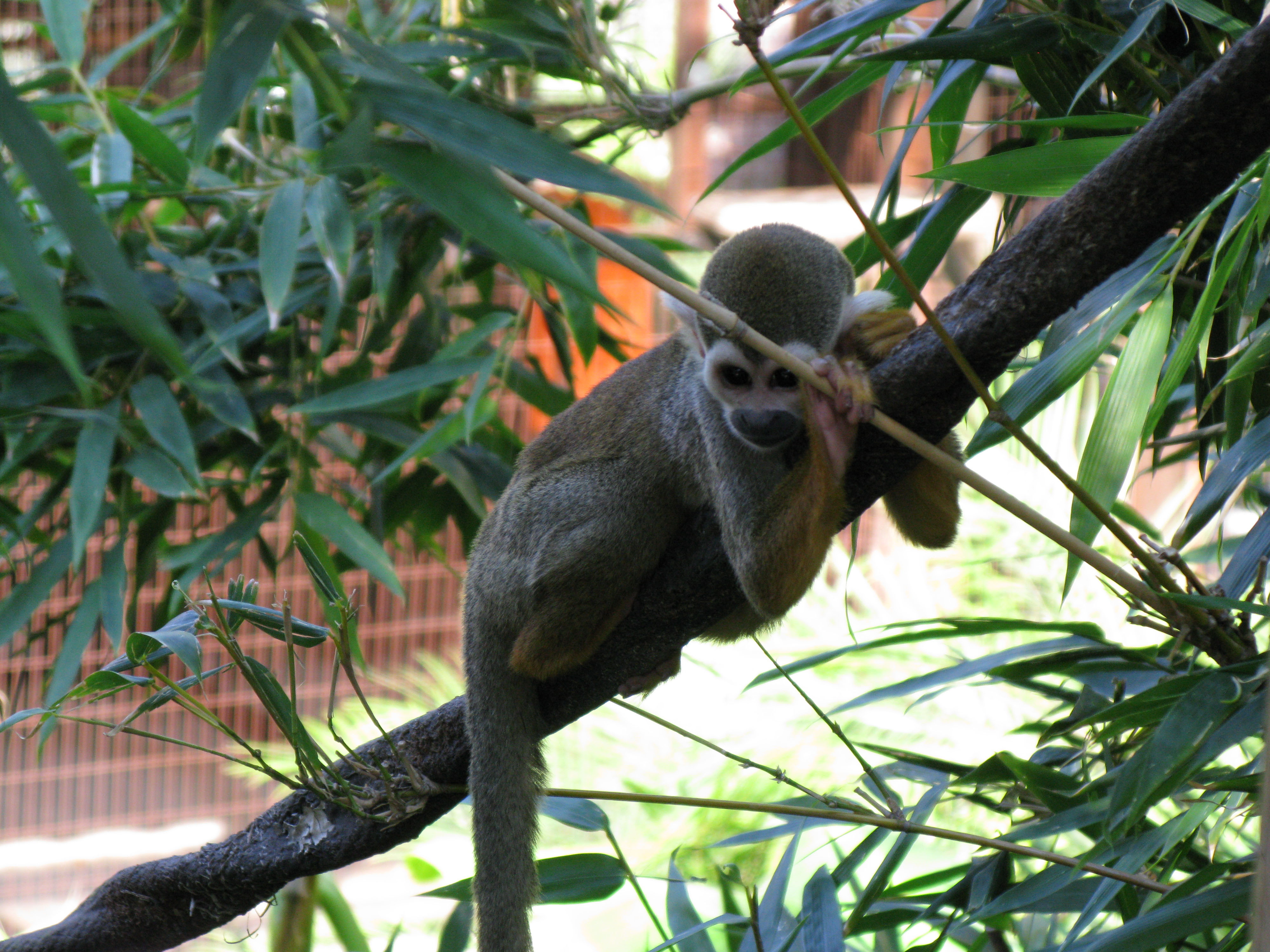
피닉스 동물원.